# Samuel Friedrich von Rochow
Samuel Friedrich Freiherr von Rochow (* 15. Februar 1641 in Hamburg; † 22. Februar 1728 in Erbes-Büdesheim) war hessen-kasselischer Staatsminister und Gutsbesitzer.

## Leben
Rochow entstammte dem märkischen Adelsgeschlecht von Rochow. Eigentlicher Stammsitz in Brandenburg war Golzow in der Zauche. Er war der sechste Sohn des Gutsbesitzers auf Rotzies, Groß Lunow und Boddin, Hans Zacharias II. von Rochow (1603–1654), und dessen Ehefrau Elisabeth, geborene Lopez de Villa-Nova (1608–1677). Der Vater war Geheimrat am Hofe des Kurfürsten von der Pfalz sowie später dort Kanzler und Premierminister. Das mecklenburgische Gut Groß Lunow stammte aus der Erbmasse der Großmutter von Levetzow.
Rochow studierte in Heidelberg, war nur kurz beim Militär, Fähnrich in Diensten des dänischen Königs, dann Hofjunker beim Landgrafen von Hessen-Kassel. Nachfolgend wurde er kurpfälzischer Hof- und Ehegerichtsrat und Kammerherr. Später war er Diplomat an den Gesandtschaften in Kursachsen, Hessen-Kassel, Mainz und Kurbrandenburg. Seiner Karriere als Regierungspräsident folgte wiederum die Tätigkeit als Gesandter u. a. in Brandenburg und Mecklenburg. Zuletzt war Samuel Friedrich von Rochow Staatsminister. Er wurde in der Nikolaikirche zu Alzey, nahe Erbes-Büdesheim, beerdigt.
Samuel Friedrich war Ältester des Adelsgeschlechts von Rochow. Als Besitzer des Gutes Erbes-Büdesheim, der dortigen Weißen und Blauen Burg, gehörte er zur unmittelbaren reichsfreien Ritterschaft und nahm dadurch den Titel Freiherr an. Diesen Titel tragen die Nachkommen bis heute. Jene Nachfahren, die Kinder seines Sohnes Friedrich Ludwig II., begründeten mit dem weiteren Erwerb von Grundbesitz in Nordsachsen den bis heute bestehenden Familienzweig Golzow-Strauch-Merzdorf. Letzter Gutsbesitzer auf Strauch und Merzdorf, an der brandenburgisch-sächsischen Grenze gelegen, war der Deichdirektor Wichard von Rochow (1884–1957).

## Familie
Rochow heiratete am 2. Juni 1684 in Lübeck Sophie Juliane von Ahrendsdorf (1666–1719), die Tochter des dänischen Generals Karl von Ahrendsdorf und der Ilsabe Katharina von Küssow aus dem Hause Klüken. Das Ehepaar hatte fünf Söhne:
- Karl III. (1690–1691): jung verstorben
- Aemilius Friedrich (1692–1759)[5]: zunächst polnisch-sächsischer Oberst, dann Generalleutnant, General der Infanterie. Als damaliger Chef des Schönbergschen Füsilier-Regiments stand er in der Schlacht von Kesselsdorf seinem preußischen Vetter Generalleutnant Friedrich Wilhelm IV. von Rochow-Golzow als Feind gegenüber. 2) Gleich zum Anfang des Siebenjährigen Krieges wurde Aemilies Friedrich im Pirnaer Lager gefangen genommen und wechselte später in die Dienst des Charles de Rohan, Prince de Soubise (1715–1787), zuletzt Marschall von Frankreich.
- August (1695): jung verstorben
- Karl IV. (1699–1736): kurhessischer Regierungs- und Konsistorialrat
- Friedrich Ludwig II. (1701–1760): Militärkarriere, Kadett und Fähnrich in Hessen, aktiver Offizier im spanischen Erbfolgekrieg, Brigadeadjutant. Dann in sächsischen Diensten Hauptmann, Brigade-Major, Oberstleutnant. Nachfolgend erreichte er den Dienstrang Oberst, 1753 Generalmajor und Kommandant der Festung Königsstein. Wie sein Bruder Aemilius Friedrich wurde er im Lager Pirna entwaffnet. Er wohnte zunächst in Dresden und zum Schluss in Pirna. Als sächsischer Kammerherr erwarb er das Gut Nedaschütz bei Bautzen.[6]